# Total War: Rome II
Total War: Rome II è un videogioco di tipo strategico con elementi di tattica in tempo reale e a turni per Windows e macOS. Annunciato il 2 luglio 2012 dalla società distributrice SEGA e sviluppato dalla Creative Assembly. Costituisce il sequel del primo capitolo Rome: Total War, distribuito nel 2004. Il gioco è stato rilasciato globalmente il 3 settembre 2013.
Il gioco è ambientato nella Roma antica e attraversa il corso della storia romana dall'epoca repubblicana all'età imperiale, consentendo di creare un impero su larga scala come per i precedenti capitoli. Il gioco presenta un profilo più gestionale rispetto al passato, vede l'utilizzo di un nuovo motore grafico che consente maggiori dettagli al costo di una componente hardware aggiornata, accanto a maggiori dettagli che hanno introdotto una più forte esperienza di realismo.

## Modalità di gioco
Il gioco ha a disposizione due modalità di gioco:  
- Campagna: una serie di scenari di gioco ambientati in Europa Antica in diversi periodi storici, dalla Guerra del Peloponneso[5] fino alla Crisi del III Secolo d.C.[6] Pensata come esperienza di gioco principale, la Campagna mescola la sezione di gioco strategico a turni sulla mappa continentale e la gestione di risorse, città e tecnologie con le battaglie in tempo reale tra gli eserciti, che avvengono in mappe più piccole ma più dettagliate nelle quali si possono controllare fino a 20 battaglioni per eserciti coinvolti. Disponibili fin da subito con l'acquisto del gioco vi è la Grande Campagna, ambientata nel 292 a,C e che contiene la maggior parte delle fazioni giocabili, e la Campagna Imperator Augustus, rilasciata con un aggiornamento gratuito un anno dopo il lancio del titolo, ambientata nel 40 a.C. In aggiunta vi è anche un Prologo che funge da tutorial per i neofiti.[7]
- Battaglia: una modalità che permette al giocatore di organizzare battaglie con diversi schieramenti[8], tipologie di scontri e fazioni per provare nuove tattiche o permettere di sperimentare con la modalità in tempo reale senza dover passare per la sezione strategica a turni. Si possono ricreare e combattere battaglie storiche già proposte dal gioco, oppure selezionare e modificare ogni aspetto dei due schieramenti, dai generali, alle truppe alla mappa, per creare i propri scenari personalizzabili. È anche possibile sfidare altri giocatori in scontri online[9].

## Meccaniche introdotte
Il gioco introduce la possibilità di vivere in prima persona la battaglia con la collocazione di una telecamera posta sulle spalle dell'unità in combattimento (elemento già presente nei precedenti episodi) e anche di avere una visione complessiva dall'alto dello scontro. Nella modalità battaglia in tempo reale, è stata introdotta la meccanica del campo visivo: le truppe hanno una percezione dell'ambiente circostante, determinato dal loro equipaggiamento e dalle loro statistiche. La presenza di alberi, colline e condizioni meteorologiche come nebbia e pioggia possono ridurre la visibilità del campo visivo e nascondere le unità agli occhi dei nemici.
La mappa strategica è molto più ampia del precedente capitolo e di quella del primo Rome (in quanto si estende dal Portogallo all'Afghanistan), ed è anche possibile ruotare la visuale di 360 gradi. Per conquistare una provincia non sarà sufficiente conquistarne la capitale, ma bisognerà combattere per ogni singolo insediamento minore in cui sarà divisa la provincia: ogni provincia della mappa è infatti divisa in minimo due insediamenti fino a un massimo di quattro. Conquistare tutti gli insediamenti di una provincia darà dei bonus sotto forma di editti, emanabili comunque in numero limitato, secondo l'"Imperium", un parametro che aumenta in base alle regioni possedute e alla potenza della propria fazione.
Per la prima volta, gli assedi possono essere condotti non solo con le forze di terra, ma anche con quelle di mare (sia grazie a catapulte e balliste piazzate sulle navi, sia grazie allo sbarco di intere unità), per cui si potrà sfruttare un potenziale bellico più ampio. Inoltre, conquistare una città maggiore sarà più complesso in quanto non sarà sufficiente prendere la piazza centrale come nei precedenti capitoli, ma bisognerà adoperarsi per conquistare tutti i presidi all'interno di una capitale di provincia. In Total War: Rome 2 il campo di battaglia diventa fondamentale per vincere una battaglia: per esempio, le truppe in collina saranno avvantaggiate rispetto a truppe collocate in pianura, e combattendo in una mappa che comprende degli edifici si potranno attuare vere e proprie tattiche di accerchiamento, o incendiare tramite proiettili infuocati gli edifici per danneggiare il morale dei nemici.
Per quanto riguarda il sistema di reclutamento, ora è possibile creare un esercito solo tramite l'arruolamento da parte di un generale, mentre in passato le unità venivano reclutate all'interno degli insediamenti. I generali possono essere reclutati in qualsiasi insediamento, ed è possibile reclutare fino a 19 battaglioni di unità variegate per ogni generale, che costituiscono la Legione. Le tipologie di unità reclutabili sono legate agli edifici all'interno della provincia e alle tecnologie sbloccate dalla fazione. Combattendo e vincendo battaglie, non solo le unità e i generali guadagneranno abilità e livelli extra, ma anche le stesse Legioni possono ottenere dei potenti vantaggi che rimangono anche alla morte o sostituzione del generale. Le unità presenti nel gioco sono più di 700, tutte diverse per le differenti fazioni e i gruppi culturali. 
Generali e Agenti hanno ora tre attributi in comune: Zelo, Autorità e Astuzia. I tre attributi crescono con l'aumentare di livello e di aiutanti dei personaggi, e influenzano non solo il successo delle loro azioni, ma anche i bonus passivi che offrono nelle battaglie e nelle azioni sulla mappa continentale. Alcuni agenti, come le Spie, posso potenziare la propria Astuzia per migliorare le loro capacità di infiltrazione e sabotaggio, mentre i Generali con un alto Zelo infliggeranno più danni nel combattimento corpo a corpo
La campagna è stata resa più varia, con eventi casuali che si svilupperanno in automatico o in seguito a una scelta del giocatore, e che sbloccano nuove caratteristiche di gioco sviluppando una storia del gioco sempre diversa. Non sarà necessario inoltre utilizzare la fazione romana per poter sbloccare le altre, in quanto tutte le fazioni giocabili saranno subito disponibili, tranne quelle sbloccabili tramite l'acquisto di DLC. La fazione di Roma e di Cartagine sono divise al loro interno in 3 famiglie che pur appartenendo alla stessa fazione offrono dei bonus e degli obiettivi leggermente diversi l'una dall'altra. A livello storico, il gioco ripropone le rivalità tra le famiglie patrizie, con dilemmi familiari e intrighi politici da risolvere. Spetta inoltre al giocatore, in prossimità dei turni più avanzati, decidere se restare fedeli al Senato e difendere gli ideali della Repubblica, o abbattere i propri nemici e proclamarsi Imperatore.
Anche in questo nuovo capitolo sono presenti i discorsi dei comandanti, che tuttavia non sono più in lingua originale come in Shogun 2 a causa della scarsa documentazione per lingue come il celtico e anche per non limitare la varietà delle espressioni. Inoltre non solo il generale impartirà ordini, ma durante la battaglia è possibile sentire le varie unità pronunciare frasi che potrebbero aiutare il giocatore (ad esempio se saranno circondati chiederanno che qualcuno li soccorra). Un'altra nuova implementazione sarà la reattività dei soldati alle varie situazioni: se per esempio un soldato verrà ferito gravemente, quelli attorno a lui si adopereranno per cercare di portarlo via dal campo di battaglia; oppure, se un soldato verrà ucciso da una freccia i soldati accanto reagiranno sia visivamente che verbalmente.

### Diplomazia
In questo gioco la diplomazia è stata migliorata. Gli stati con cui si tratta si ricordano di tutte le azioni positive o negative intentate verso di loro o i loro alleati e, nel caso coloro con cui tratti abbiano una cultura diversa (es: Romani con Cartagine), questo influirà negativamente sul bilancio. Inoltre sarà affidato un giudizio di onestà a seconda di come ci si comporta con gli alleati (ad esempio, tale valore di onestà calerà gravemente se il giocatore tradisce i propri alleati, mentre aumenterà se invece riuscirà a scendere sul campo di battaglia al loro fianco). Le altre nazioni avranno un giudizio, oltre che di onestà, anche di bellicosità (ovvero se entra in guerra facilmente o no, e nel primo caso è meglio non allearvisi poiché potrebbero portare a guerre non desiderate). In questo capitolo si potrà anche impostare un obiettivo di guerra: una città, un esercito, un agente nemico potrà essere eliminato, se possibile, dai propri alleati.

### Fazioni
Le fazioni all'interno della campagna principale sono 117, delle quali 36 giocabili. Queste vengono divise in gruppi cultura, ovvero insiemi di fazioni accomunati da una stessa cultura.

## Espansioni e contenuti scaricabili
SEGA ha pubblicato la prima mini-espansione a pagamento del gioco, intitolata "Cesare in Gallia" (originale Caesar in Gaul), che contiene una nuova campagna giocabile con quattro fazioni: Roma, gli Arverni, i Nervi e i Suebi. La campagna, che inizia nell'anno 60 a.C., è totalmente incentrata sulla conquista romana della Gallia. Rispetto al gioco di base sono state riviste la divisione in stagioni dei turni di gioco, il sistema delle tecnologie e alcuni aspetti del sistema commerciale. L'espansione è disponibile dal 17 dicembre 2013.
SEGA ha anche distribuito una seconda mini-campagna a pagamento, intitolata "Annibale alle Porte" (originale Hannibal at the Gates), che contiene una nuova campagna giocabile, che inizia nel 218 a.C. con le fazioni di Roma, Cartagine, gli Arevaci, i Lusitani e Siracusa. La campagna è basata sulla seconda guerra punica. Rispetto al gioco di base è stata cambiata la divisione dell'anno in turni di gioco, il sistema delle tecnologie e sono state introdotte nuove fazioni ed unità. L'espansione è disponibile il 27 marzo 2014.
Il 16 settembre 2014 è stata distribuita una patch/DLC, gratuita per tutti i proprietari di Total War: Rome II, che ha aggiornato il gioco alla Emperor Edition. La patch ha bilanciato il gameplay introducendo nuovi edifici, migliorando le unità militari e le battaglie terrestri e navali così come la grafica. Il DLC ha aggiunto invece una nuova campagna, che parte dall'anno 41 a.C., la cui mappa è la stessa del gioco principale, basata sul secondo triumvirato tra Ottaviano Augusto, Marco Antonio e Marco Emilio Lepido, e la relativa guerra civile.
Il 16 dicembre 2014 è stata pubblicata un'ulteriore espansione a pagamento, intitolata "L'ira di Sparta" (originale Wrath of Sparta), che contiene una nuova mini-campagna, giocabile con le fazioni di Atene, Sparta, Corinto, e della lega beotica. La mappa di gioco include la Grecia, il mar Egeo, e la costa occidentale dell'Asia minore; la campagna è incentrata sulla guerra del Peloponneso, e inizia nell'anno 432 a.C.
Il 30 novembre 2017, a più di quattro anni di distanza dall'uscita del gioco, è stata pubblicata una quinta espansione a pagamento, Empire Divided, ambientata durante la Crisi del III secolo, periodo nel quale l'Impero romano sperimentò instabilità politica e attacchi dalle popolazioni stanziate al suo esterno. Le fazioni giocabili includono l'Impero romano di Aureliano e i relativi stati separatisti dell'Impero delle Gallie con a capo Tetrico e del Regno di Palmira retto da Zenobia, oltre all'Impero sassanide, ai Goti e altre ancora. Sono state introdotte nuove meccaniche per riflettere il mutato contesto storico: episodi di banditismo, diffusione di nuovi culti (mitraismo, cristianesimo, manicheismo) tramite appositi edifici, e la necessità di mantenere un buon livello di igiene onde evitare lo scoppio di pestilenze.
Un nuovo DLC, Desert Kingdoms Culture Pack, è stato annunciato il 20 febbraio 2018, e la sua data di uscita è stabilita per l'8 marzo dello stesso anno. Il DLC a pagamento include quattro nuove fazioni, dai tratti culturali comuni: i regni di Kush, Saba e Nabatea, che cadono nelle sotto-culture Africane/Arabe, e i Masesili, di origine Numidica. Inoltre, è stato annunciato un FreeLC chiamato Female Leaders, che consente di comandare eserciti anche a capo di Cleopatra e Teuta come capofazioni e generali (incluse le loro voci); inoltre, varie fazioni possono usare le donne come generali, per esempio le fazioni nomadiche degli Sciti, dei Massageti e dei Roxolani, e anche capofazioni tramite eventi; infine, è possibile far sposare il proprio capofazione con un altro del sesso opposto come azioni diplomatiche che migliorano in modo significativo le relazioni tra le due fazioni, mentre la stessa azione del matrimonio di base avrà ripercussioni politiche.
Un'ulteriore campagna aggiuntiva a pagamento è uscita il 9 agosto 2018. Si tratta di Rise of the Republic, ambientata nella penisola italica durante il IV secolo a.C., quando Roma era solo una piccola repubblica in lotta contro altri popoli italici, come Etruschi, tribù galliche, Sanniti, Veneti, Sardi, città greche del Sud-Italia e della Sicilia, tutte fazioni tranquillamente giocabili e dotate di meccaniche uniche, dovute alle diverse entità culturali: ad esempio, Roma può nominare consoli o dittatori, le tribù galliche possono usare i consigli druidici per la divinazione e per guadagnare le simpatie del popolo, e così via.

## Il libro
Stando al sito web The Bookseller, Pan MacMillan e Thomas Dunne Books hanno acquistato i diritti della Creative Assembly nel 2012 per pubblicare una serie di romanzi basata su Total War: Rome II, la cui scrittura è stata incaricata all'autore David Gibbins. Il primo romanzo è uscito nell'ottobre del 2013.

## Accoglienza
| Testata                                 | Giudizio |
| --------------------------------------- | -------- |
| GameRankings (media al 31 gennaio 2020) | 76.67%   |
| Metacritic (media al 31 gennaio 2020)   | 76/100   |
| Edge                                    | 7/10     |
| Eurogamer                               | 7/10     |
| Game Informer                           | 8/10     |
| GameSpot                                | 8/10     |
| GamesRadar+                             | [ 24 ]   |
| GameTrailers                            | 7.2/10   |
| IGN                                     | 8.8/10   |
| The Guardian                            | [ 27 ]   |
| PC Gamer                                | 85/100   |

Nonostante l'accoglienza del gioco sia stata positiva, il gioco è stato comunque criticato per la presenza di bug; gran parte di essi è stata però corretta dalla Emperor Edition, che, stando alla Softpedia, "dimostra come il gioco si sia evoluto dalla sua pubblicazione originale", in quanto apporta anche dei miglioramenti alle battaglie IA.
Il 23 agosto 2013, il gioco è stato considerato il più preordinato della serie, in quanto ha ricevuto un numero di preordini sei volte maggiore rispetto a Total War: Shogun 2. Inoltre, ha superato tutti gli altri precedenti giochi Total War in termini di vendite già al primo giorno d'uscita. Il 31 marzo 2014, il gioco ha venduto oltre 1,13 milioni di copie in Europa e Nord America.